# Кос і Севенни
Кос і Севенни, середземноморський агро-пасторальний культурний ландшафт (фр. Les Causses et Les Cévennes, paysage culturel de l'agro-pastoralisme méditerranéen) — об'єкт Світової спадщини ЮНЕСКО, розташований на півдні центральної Франції, яка має більш ніж тритисячолітню агро-скотарську історію.
Об'єкт розташований у Центральному масиві, гористому регіоні з численними вузькими долинами, умови якого погано підходять для розміщення міст, але добре підходять для скотарства. Отже, ландшафт Кос та Севенн з часом розвивався, відображаючи всі типи середземноморських агро-пасовищних систем, зокрема лісопасовища, відгінне та осіле скотарство. Гора Мон-Лозер є одним з останніх місць у Франції, де влітку все ще практикують традиційний відгін худоби.

## Історія
Кос та Севенни зберігають численні свідчення еволюції скотарства протягом 3000 років. У бронзову добу значні ділянки лісів були вирубані та перетворені на пасовища для овець і великої рогатої худоби. Між XII і XIV століттями чернечі ордени взяли територію під свій контроль та побудували потужніші іригаційні системи та систему доріг Заснування цих релігійних орденів і розвиток прилеглих міст на навколишніх рівнинах протягом середньовіччя зміцнили агро-скотарські системи, і вони все ще наявні в цьому районі сьогодні. Між XVI і XVIII століттями Севенни стали відомими вирощуванням каштанів і овець та виробництвом шовку, що призвело до буму населення та будівництва великих фермерських будинків. Однак поєднання хвороби шовкопряда та Першої світової війни поклало початок еміграції з регіону до великих міст.

## Опис місця
Об'єкт світової спадщини охоплює багато структур, життєво важливих для ведення скотарства в цьому районі. Іригаційні системи, розроблені та контрольовані спочатку бенедиктинськими абатствами у ранньому Середньовіччі, відводять воду із визокогір'їв системою труб і підземних каналів, які потім зрошують кам'яні тераси на кожній фермі. Цей спосіб поливу використовується і сьогодні. Крім того, сьогодні тут все ще діють сільськогосподарські досягнення, впроваджені в цьому районі лицарями-тамплієрами у Середньовіччі, зокрема цистерни на дахах, ставки та зерносховища. Система доріг, розроблена у XII столітті для перегону овець і великої рогатої худоби, також досі використовується фермерами. Загалом на ділянці є 300 кілометрів середньовічних перегінних доріг.
У відносно відкритому ландшафті Косу низькі кам'яні будівлі, відомі як les Jasses, використовуються для утримання овець протягом зими. Тут є багато великих вапнякових будинків. Натомість будівлі в Севеннах зазвичай зроблені зі сланцю або граніту з солом'яними дахами. Також під охороною об'єкта знаходяться каштани та будівлі для вирощування шовкопрядів, побудовані у XVI—XVIII століттях.

## Історія напису та критерії
Місце спочатку було додано до Попереднього списку Франції в 2002 році та було розглянуто для включення Комітетом на його 30-й сесії у Вільнюсі, Литва за критеріями (v) і (vi). ICOMOS рекомендує відкласти запис. Франція сформулювала Критерій (v) для місця як «останній бастіон агропастушої системи в Західній Європі», тоді як ICOMOS вважав, що це не так. Критерій (vi) було сформульовано так, що місце «зберігає пам'ять про епізоди, пов'язані з поширенням французького протестантизму, боротьбою з католицькою церквою та розвитком ідей свободи». ICOMOS вважав, що цей елемент не має універсального значення, а лише національного значення, оскільки місця в інших країнах Європи також свідчать про переслідування протестантів і їхній вплив на національну історію. У 2009 році ICOMOS також звернувся до Франції з проханням обґрунтувати межі території та забезпечити основу для управління та підтримки агро-пастуших традицій території. Коли Франція повторно подала свій номінаційний файл, увага була приділена історичному аспекту скотарства та його впливу на культурний розвиток об'єкта, а посилання на заповідання об'єкта історичним подіям Критерій (vi) було вилучено. У 2011 році це місце було успішно внесено до Списку Світової спадщини.
У 2011 році Комітет Світової спадщини на своїй 35-й сесії в Парижі (Франція) включив це місце до списку. Місце було включено на основі Критерію (iii), «що несе унікальне свідчення культурної традиції», оскільки це видатний приклад середземноморського агро-скотарства, і Критерію(v), «видатного прикладу людського взаємодія з навколишнім середовищем», оскільки ландшафт демонструє шлях розвитку системи протягом тисячоліть.